# Усохская Буда
Усо́хская Бу́да (бел. Усохская Буда) — деревня в Добрушского района Гомельской области Белоруссии. Административный центр Усохо-Будского сельсовета.
Расположена пограничная застава "Усохская Буда".

## География

### Расположение
В 43 км на юго-восток от Добруша, 5 км от железнодорожной платформы Мошок (на ветке Тереховка — Круговец) линии Гомель — Бахмач, 71 км от Гомеля, 2 км от государственной границы с Украиной.

## Транспортная сеть
Транспортная связь по просёлочной, затем по автомобильной дороге Тереховка — Гомель. Планировка состоит из 2 соединенных между собой улиц (одна широтная, вторая ориентирована с юго-запада на северо-восток). Застройка двусторонняя, деревянная усадебного типа. В 1990-92 годах построены кирпичные дома на 100 семей, в которых разместились переселенцы из загрязненных радиацией мест после катастрофы на Чернобыльской АЭС.

## История
По письменным источникам известна с XVIII века как деревня в Речицком повете Минского воеводства ВКЛ. После 1-го раздела Речи Посполитой (1772 год) в составе Российской империи. В 1776 году работал трактир, во владении фельдмаршала графа П. А. Румянцева-Задунайского, с 1834 года — фельдмаршала князя И. Ф. Паскевича. В 1788 году в Гомельской волости Белицкого уезда Могилёвской губернии. В 1816 году в Николаевскай экономии Гомельского поместья. В 1875 году основана круподробилка, действовал хлебозапасный магазин, в Краснобудской волости Гомельского уезда. В 1886 году работали кирпичный завод, 3 ветряные мельницы. Согласно переписи 1897 году село, находились церковь, школа грамоты, винная лавка, корчма. В 1909 году 3158 десятин земли. В результате пожара 9 июня 1911 года сгорело 50 дворов.
С 8 декабря 1926 года центр Усохо-Будского сельсовета Краснобудского, с 4 августа 1927 года Тереховского, с 25 декабря 1962 года Добрушского районов Гомельского округа (до 26 июля 1930 года), с 20 февраля 1938 года Гомельской области. В 1930 году организован колхоз, работали ветряная мельница, мастерская по изготовлению колёс. Во время Великой Отечественной войны в боях около деревни в 1943 году погибли 6 советских солдат и 3 партизана (похоронены в братской могиле на кладбище). В 1959 году центр колхоза имени А. В. Суворова. Размещаются средняя школа, Дом культуры, библиотека, амбулатория, детский сад, отделение связи, магазин.

## Население

### Численность
- 2004 год — 204 хозяйства, 471 житель

### Динамика
- 1776 год — 43 двора
- 1788 год — 433 жителя
- 1798 год — 530 жителей.
- 1816 год — 120 дворов
- 1834 год — 142 двора, 782 жителя
- 1886 год — 148 дворов, 1038 жителей
- 1897 год — 159 дворов (согласно переписи)
- 1909 год — 220 дворов, 1595 жителей
- 1959 год — 644 жителя (согласно переписи)
- 2004 год — 204 хозяйства, 471 житель

## Культура
- Дом культуры

## Достопримечательность
- Братская могила (1943) —  Историко-культурная ценность Республики Беларусь, шифр 313Д000277